# Mamusha
Mamusha (albanisch auch Mamushë, serbisch Мамуша Mamuša, türkisch Mamuşa) ist eine Kleinstadt im Süden des Kosovo. Sie bildet eine eigene gleichnamige Gemeinde und ist die einzige Ortschaft des Kosovo mit mehrheitlich türkischer Bevölkerung.

## Geographie
Mamusha liegt etwa 15 Kilometer nördlich der Stadt Prizren. Benachbarte Ortschaften sind südlich Medvec und nördlich Nepërbisht. Der Fluss Toplluha fließt von Nepërbisht aus kommend durch Mamusha in Richtung des Weißen Drins.

## Geschichte

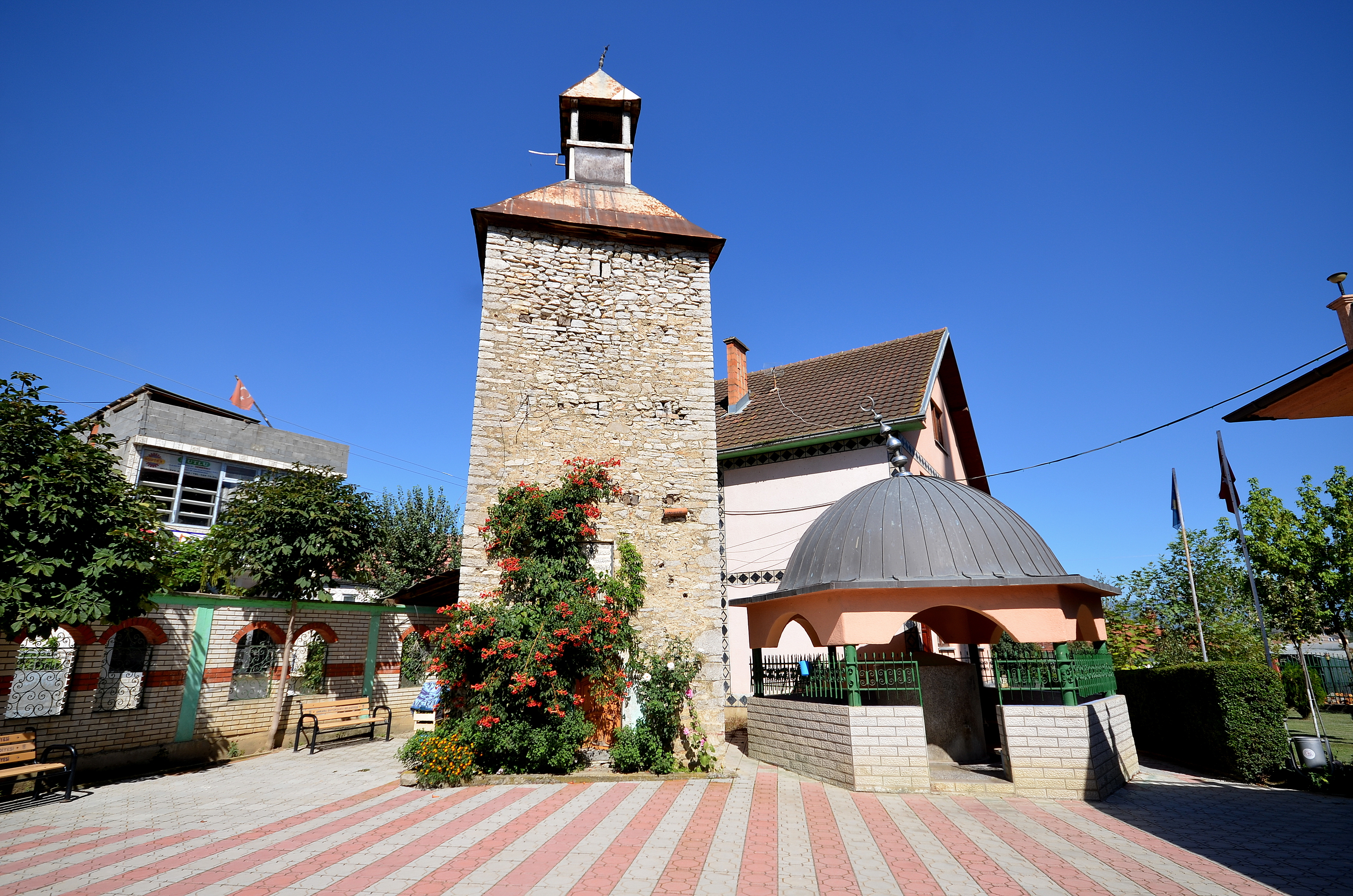
Uhrturm in Mamusha

Der Ortsname wurde bereits 1348 als Momouše urkundlich erwähnt.
Nach der Eroberung Kosovos durch das Königreich Serbien richtete die serbische Regierung eine Militärverwaltung vor Ort ein, wobei Mamusha Teil der Gemeinde Zojić (heute Zojz) wurde.
Nach dem Kosovokrieg 1999 wurden in Mamusha 80 türkische Soldaten der KFOR stationiert, die noch heute die Stadt bewachen.
Seit 2010 bildet Mamusha eine eigenständige Gemeinde der Republik Kosovo.

## Bevölkerung
Gemäß Volkszählung 2011 hatte Mamusha 5507 Einwohner. Davon bezeichneten sich 5128 (93,12 %) als Türken, 327 (5,94 %) als Albaner, 51 (0,93 %) als Roma und Aschkali und eine Person als Bosniake. Mamusha ist die einzige Ortschaft bzw. die einzige der 38 Gemeinden im Kosovo, in der die Türken die Mehrheit der Bevölkerung bilden.
| Zensus    | 1919 | 1948 | 1953 | 1961 | 1971 | 1981 | 1991 | 2011 |
| --------- | ---- | ---- | ---- | ---- | ---- | ---- | ---- | ---- |
| Einwohner | 805  | 1352 | 1500 | 1590 | 2038 | 2752 | 3297 | 5507 |